# Noureddine Hached
Pour les articles homonymes, voir Famille Hached.
Noureddine Hached, né le 22 juillet 1944 à Sfax (Tunisie) et mort le 28 février 2025, est un homme politique tunisien, ministre du Travail et ambassadeur.

## Biographie

### Enfance
Noureddine Hached est le fils aîné du syndicaliste Farhat Hached et d'Emna Hached, dite Oum El Kheyr Hached. La famille de Noureddine Hached est originaire du village kerkennien d'El Abassia. La famille s'installe à Sfax en 1943, une année avant sa naissance, puis déménage à Tunis en 1945. 
Son père Farhat est assassiné le 5 décembre 1952 par la Main rouge, alors qu'il a huit ans à peine. Vu qu'il s'agit d'une grande figure du mouvement d'indépendance, les autorités françaises craignent des mouvements de foule lors de l'enterrement ; elles décident donc de remettre à la famille le cercueil plombé en pleine mer, entre Sfax et les îles Kerkennah. Avant l'enterrement, sa mère, ayant un doute sur le contenu du cercueil, utilise un subterfuge pour vérifier l'identité du cadavre : elle explique aux autorités que son mari devait être lavé avant d'être enterré, alors que ce rituel ne s'applique pas aux martyrs. C'est ainsi qu'accompagnée de son fils Noureddine elle ouvre le cercueil et fait semblant de procéder au lavage mortuaire.
Après l'assassinat de son père, Hached et sa famille s'installent dans le quartier tunisois de Montfleury, dans une maison construite grâce à la participation financière de nombreux ouvriers. Étant l'aîné de la famille, il en devient peu à peu le chef et s'évertue à suivre la scolarité de son frère et de ses sœurs. La famille refuse toute concession ou licence proposées de façon arbitraire par la présidence après l'indépendance, se contenant d'une indemnité mensuelle allouée par l'État.

### Études et vie associative
Noureddine Hached étudie au Collège Sadiki et obtient son baccalauréat en juin 1964. Parallèlement, il est secrétaire général des Jeunesses scolaires d'octobre 1963 à juin 1964, puis président du Club des jeunes de Montfleury d'octobre 1964 à juin 1965. Il préside par ailleurs l'Association tunisienne du tourisme jeune de juin 1965 à octobre 1972.
Il suit une double formation en tourisme et en histoire. En juin 1970, il obtient un BTS en économie et gestion du tourisme à l'École nationale de commerce de Paris puis, en 1972, un diplôme d'études supérieures en économie du tourisme au Centre d'études supérieures de tourisme (Sorbonne). Son mémoire est intitulé La problématique du tourisme et la mise en valeur des îles Kerkennah. Parallèlement, il obtient, toujours en 1972, une licence (bac+4 à l'époque) d'histoire à la Sorbonne.
Puis, dans les années 1980, il reprend ses études à l'université de Nice. En 1982, il obtient une maîtrise d'histoire (équivalente à l'époque à un troisième cycle) et soutient un mémoire intitulé La troisième expérience CGTT réussit : Farhat Hached fonde l'UGTT. En 1986, il obtient son doctorat en histoire, sa thèse étant intitulée L'Indépendance nationale et la question sociale en Tunisie.

### Vie professionnelle

#### Dirigeant de sociétés et gouverneur (1973-1979)
De juillet 1973 à mars 1976, Noureddine Hached est le PDG de la Société tunisienne de tourisme des jeunes. Après un début de carrière dans le tourisme, Hached devient gouverneur de Mahdia en mars 1976.
Alors qu'un bras de fer oppose Bourguiba et l'Union générale tunisienne du travail (UGTT) en 1978, et dans un contexte de grèves générales donnant lieu au Jeudi noir, Hached refuse de faire tirer sur les manifestants de Mahdia et démissionne de son poste en février 1978. Tout en maintenant le contact avec la vie politique et syndicale, il travaille pour un temps dans le secteur privé. De mars 1978 à octobre 1979, il est directeur général d'une société privée active dans le BTP.

#### Syndicaliste et parlementaire (1979-1981)
De novembre 1979 à novembre 1981, Noureddine Hached est député à l'Assemblée nationale après avoir été élu sur une liste élargie.
Les syndicalistes de tous bords l'appellent en 1980 pour intervenir comme médiateur entre le gouvernement et l'UGTT. C'est à ce titre qu'il préside la commission nationale syndicale du 3 octobre 1980 au 2 mai 1981 et organise le congrès de l'UGTT qui se tient à Gafsa les 29 et 30 avril 1981.

#### Diplomate et ministre (1981-2011)
En novembre 1981 à l'âge de 37 ans, Noureddine Hached est nommé ambassadeur de Tunisie en Belgique et auprès de la Communauté économique européenne, poste qu'il occupe jusqu'en juillet 1984, date à laquelle il est muté en Algérie et y reste jusqu'en octobre 1985.
Il est nommé ministre du Travail le 23 octobre 1985. Découvrant qu'il est atteint d'un cancer, qui l'oblige à se tenir à l'écart pendant quatre mois, il démissionne le 23 juin 1986, après la tenue de la conférence de l'Organisation internationale du travail à Genève. Il vient à bout de son cancer dont il guérit définitivement la même année. À partir de juillet 1987, Hached représente l'Organisation de l'unité africaine auprès de l'Office des Nations unies à Genève, jusqu'en décembre 1992. Il redevient ambassadeur, en poste en Italie entre janvier 1993 et décembre 1995.
En janvier 1996, il devient secrétaire général adjoint de la Ligue arabe, dont il dirige le centre de Tunis, puis, de juillet 2001 à décembre 2006, vice-secrétaire général au Caire dans le but de réformer l'institution, en parallèle de sa fonction de président du centre de la Ligue arabe de Tunis. Avec l'augmentation du racisme en Europe, après les attentats du 11 septembre 2001, il propose en tant que vice-secrétaire général de mettre en place un observatoire des droits des immigrants arabes en Europe. En 2005, s'agissant des caricatures de Mahomet, il exprime son attachement à la liberté d'expression, tout en insistant sur les limites de cette liberté qui doit respecter la dignité des peuples dans un monde de plus en plus en interrelation, et intervient dans de nombreuses conférences pour appeler au dialogue des civilisations et au respect des résolutions de l'ONU sur les droits des Palestiniens.
Il est à nouveau accrédité comme ambassadeur de Tunisie au Japon et en Australie, basé à Tokyo à partir du 13 novembre 2007. Durant ses fonctions, une exposition itinérante intitulée Legacy of Carthage, incluant plus de 150 pièces archéologiques et mosaïques provenant de Tunisie, passe dans une dizaine de villes japonaises. L'Arab-Japanese Economic Forum se tient par ailleurs à Tunis les 11 et 12 décembre 2010. La Tokyo International University lui offre en 2010 une chaire de professeur comme specially appointed professor. Le 26 janvier 2011, alors que la Tunisie vit le début d'une révolution, les médias annoncent sa démission « par solidarité avec le peuple tunisien et ses martyrs », une démission communiquée officiellement le 20 janvier.

#### Rôle après la Révolution tunisienne (depuis 2011)
Le 29 août 2011, Noureddine Hached est nommé président du Comité supérieur des droits de l'homme en refusant toute rémunération. Il propose, à travers un projet de décret, que la responsabilité de l'État soit reconnue en ce qui concerne les martyrs et blessés de la révolution et que ces derniers soient pris en charge de façon globale. Il annonce le 12 mai 2012 sa démission sans en donner les raisons aux médias. Lors d'une intervention télévisée en 2014, il précise qu'il a démissionné car ses propositions n'avaient pas été acceptées par le gouvernement Jebali.
En janvier 2012, il est pressenti pour être le représentant personnel du président de la République, Moncef Marzouki, avec rang de ministre, mais ne rejoint pas ce poste. Fin 2013, il est pressenti, en tant que personnalité indépendante, pour devenir chef du gouvernement, à la suite de l'assassinat de Mohamed Brahmi et de la mise en place du dialogue national ; c'est Mehdi Jomaa qui est finalement désigné à ce poste. Le 19 septembre 2014, il dépose sa candidature à l'élection présidentielle, avant de se retirer le 17 novembre ; il remporte finalement 0,07 % des voix.

### Fondation Farhat Hached
Tout au long de sa vie, Noureddine Hached met une grande énergie pour que la vérité sur l'assassinat de son père soit dévoilée par les autorités françaises. Il accumule de nombreuses archives et fait des recherches dans chacun des pays où il passe, y compris à Washington où il récupère des copies d'environ 5 000 pièces de rapports du département d'État sur Farhat Hached.
Noureddine Hached ne cesse de demander à l'État français de déclassifier les archives sur Farhat Hached et dévoiler la vérité sur un crime que certains considèrent comme perpétré par l'État français. C'est ainsi qu'à la fin des années 1990, il engage une procédure en Belgique, grâce à la loi sur la compétence universelle, qui est abrogée en 2003. En 2010, il envoie une lettre au président Nicolas Sarkozy en vue d'obtenir la déclassification de ces archives. Puis, avec toute sa famille, il se constitue partie civile dans un procès pour apologie de crime de guerre contre un ancien membre de la Main rouge, Antoine Méléro, qui, dans un documentaire diffusé sur Al Jazeera, déclare à propos du meurtre de Farhat Hached : « Moi, je trouve cela légitime, et si c'était à refaire, je le referai ». Les parties civiles demandent principalement l'accès aux documents classifiés sur Farhat Hached.
En 2005, on l'autorise, après plusieurs années de tergiversations, à créer l'Association tunisienne d'études historiques et de recherche sociale qui a pour objet de promouvoir la recherche sur l'histoire des mouvements sociaux et leur actualité, et plus particulièrement sur l'œuvre de Farhat Hached. Puisque l'association reste gelée, il crée en janvier 2013 une nouvelle organisation, la Fondation Farhat Hached dont il est le président. La Fondation Farhat Hached commence à mettre en ligne plusieurs documents numérisés concernant Farhat Hached, organise une bibliothèque composée de milliers d'ouvrages d'histoire, de relations internationales, de sciences sociales et politiques accumulés par Noureddine Hached, et initie plusieurs programmes citoyens, y compris un programme de bourses de recherche.
En 2013, après des années d'effort et de discussions, il reçoit de la part du président de la République française François Hollande, lors de la visite de ce dernier en Tunisie, un dossier d'archives sur la période de l'assassinat de son père. Cependant, ce dossier reste incomplet et Hached continue ses recherches, notamment dans les archives militaires françaises.
Le 1er juin 2014, lors du voyage de Mohammed VI à Tunis, une rencontre est organisée avec Noureddine Hached afin de « se remémorer les liens fraternels qui existent entre feu Farhat Hached et le Maroc ».

### Vie privée
Depuis 1974, Noureddine Hached est marié à Anissa El Materi, qu'il rencontre en 1973, alors qu'elle fait des recherches historiques sur son père Mahmoud El Materi. Ils ont eu deux enfants.
Il meurt le 28 février 2025.